# سیارک ۲۰۸۳۶
سیارک ۲۰۸۳۶ (به انگلیسی: 20836 Marilytedja، نامگذاری:2000UE51) بیست هزار و هشتصد و سی و ششمین سیارک کشف شده‌است که در ۲۴ اکتبر ۲۰۰۰ کشف شد.
قدر مطلق سیارک برابر ۱۴.۸ است.